# Лесото на Светском првенству у атлетици у дворани 1999.
Лесото је први пут учествовао на  светском првенство у атлетици у дворани 1999. на 7. Светском првенству 1999. одржаном у Маебашију (Јапан) од 5. до 7. марта.  Репрезентацију Еквадора представљао је један такмичар , који се такмичио у спринтерској трци 60 метара.
Такмичар Лесота није освојили ниједну медаљу, али је обприо национални рекорд. 

## Учесници
Мушкарци:
- Мелиз Рамита — 60 м

## Резултати

### Мушкарци
| Атлетичар    | Дисциплина | Лични рекорд | Квалификације | Квалификације | Полуфинале           | Полуфинале           | Финале               | Финале       | Детаљи |
| Атлетичар    | Дисциплина | Лични рекорд | Резултат      | Место         | Резултат             | Место                | Резултат             | Место        | Детаљи |
| ------------ | ---------- | ------------ | ------------- | ------------- | -------------------- | -------------------- | -------------------- | ------------ | ------ |
| Мелиз Рамита | 60 м       |              | 7,30 НР       | 7. у гр. 6    | Није се квалификовао | Није се квалификовао | Није се квалификовао | 44 / 45 (48) |        |